# Elīza Tīruma
Elīza Tīruma (Sigulda, 21 augustus 1990) is een Letse rodelaarster, die vanaf het seizoen 2014/2015 als Elīza Cauce in wedstrijdverband uitkomt. Ze vertegenwoordigde haar vaderland op de Olympische Winterspelen van 2014 en 2018. Ze is de jongere zus van de eveneens rodelaarster Maija Tīruma.

## Carrière
Tīruma maakte haar wereldbekerdebuut in november 2009 in Igls. In de negende wereldbekerwedstrijd in Paramonovo die tevens als de “Europese kampioenschappen rodelen 2012” golden eindigde ze als veertiende Europese, op de estafette eindigde ze samen met Kristaps Mauriņš, Andris Šics en Juris Šics op de zesde plaats. In Altenberg nam ze deel aan de wereldkampioenschappen rodelen 2012. Op dit toernooi eindigde ze op de 24e plaats.
Tijdens de zesde wereldbekerwedstrijd in Oberhof die ook als het “EK 2013” gold eindigde Tīruma als zevende Europese, op de estafette eindigde ze samen met Inārs Kivlenieks, Andris Šics en Juris Šics op de vierde plaats. Op de wereldkampioenschappen rodelen 2013 in Whistler eindigde de Letse als tiende, op de estafette veroverde ze samen met Inārs Kivlenieks, Andris Šics en Juris Šics de bronzen medaille.
De negende wereldbekerwedstrijd in Sigulda vormde ook het “EK van 2014”, hier eindigde ze als zevende Europese en op de estafette legde ze samen met Mārtiņš Rubenis, Andris Šics en Juris Šics beslag op de zilveren medaille. Tijdens de Olympische Winterspelen van 2014 in Sotsji eindigde Tīruma op de twaalfde plaats, samen met Mārtiņš Rubenis, Andris Šics en Juris Šics sleepte ze de bronzen medaille in de wacht op de estafette.

## Resultaten
| Jaar | Plaats      | Resultaten              |
| ---- | ----------- | ----------------------- |
| 2014 | Sotsji      | 12e Vrouwen · Estafette |
| 2018 | Pyeongchang | 16e Vrouwen             |

| Jaar | Plaats           | Resultaten               |
| ---- | ---------------- | ------------------------ |
| 2012 | Altenberg        | 24e Vrouwen              |
| 2013 | Whistler         | 10e Vrouwen · Estafette  |
| 2015 | Sigulda          | 13e Vrouwen 7e Estafette |
| 2016 | Königssee        | 5e Vrouwen · Estafette   |
| 2017 | Igls (Innsbruck) | DNF Vrouwen              |
| 2019 | Winterberg       | 11e Vrouwen              |
| 2020 | Sotsji           | 14e Vrouwen              |

| Jaar | Plaats                  | Resultaten               |
| ---- | ----------------------- | ------------------------ |
| 2012 | Paramonovo (WB#9)       | 14e Vrouwen 6e Estafette |
| 2013 | Oberhof (WB#6)          | 7e Vrouwen 4e Estafette  |
| 2014 | Sigulda (WB#9)          | 7e Vrouwen · Estafette   |
| 2015 | Krasnaja Poljana (WB#9) | 9e Vrouwen · Estafette   |
| 2016 | Altenberg (WB#8)        | Vrouwen · Estafette      |
| 2017 | Königssee (WB#5)        | 6e Vrouwen · Estafette   |
| 2018 | Sigulda (WB#9)          | 7e Vrouwen               |
| 2019 | Oberhof (WB#8)          | 11e Vrouwen · Estafette  |
| 2020 | Lillehammer (WB#5)      | 10e Vrouwen              |

| Seizoen   | Eindklassering |
| --------- | -------------- |
| 2009/2010 | 39e            |
| 2010/2011 | 23e            |
| 2011/2012 | 14e            |
| 2012/2013 | 11e            |
| 2013/2014 | 15e            |
| 2014/2015 | 14e            |
| 2015/2016 | 7e             |
| 2016/2017 | 11e            |
| 2017/2018 | 13e            |
| 2018/2019 | 8e             |

- Nationale Bibliotheek van Letland: 000259002
- Virtual International Authority File: 2607152502759710800003